# Lee Bo-ram
Lee Bo-ram  (hangul: 이보람; Seongnam, 17 de febrero de 1987) es una cantante y actriz surcoreana. Fue miembro del grupo SeeYa.

## Carrera
Formó parte del grupo SeeYa.
Bo-ram se unió al proyecto 2Boram en 2012.

## Discografía

### Sencillos Digitales
| Año  | Título                                 | Nota                                             |
| ---- | -------------------------------------- | ------------------------------------------------ |
| 2007 | Back to the Beginning (처음 그 자리에) | Full House OST                                   |
| 2010 |                                        | Coffee House OST Parte.3 [Hyomin - Park Ji-yeon] |

### Colaboraciones
| Año  | Título           | Notas          |
| ---- | ---------------- | -------------- |
| 2008 | East Of Eden OST |                |
| 2010 | ManSeong         |                |
| 2011 | Gisaeng Ryung    | junto a Soyeon |
| 2012 | Toogether        | junto a Yangpa |

## Filmografía

### Series
| Año  | Título      | Papel      | Red |
| ---- | ----------- | ---------- | --- |
| 2011 | Miss Ripley | Jo Eun-bom | MBC |

### Espectáculo de variedades
| Año        | Título              | Red | Notas                                                                                              |
| ---------- | ------------------- | --- | -------------------------------------------------------------------------------------------------- |
| 2017, 2019 | King of Mask Singer | MBC | Concursante como "Nightingale" (Episodios 205-212) Concursante como "Fountain Girl" (Episodio 127) |

### Musicales
| Año  | Título          | Personaje | Notas                                                                         |
| ---- | --------------- | --------- | ----------------------------------------------------------------------------- |
| 2011 | Falling for Eve | Eve       | junto a Bong Tae-gyu, Hong Hee-won, Lee Dong-ha, Lee Jung-mi y Jung Sang-hoon |